# Club dei Cordiglieri
Il Club dei Cordiglieri, fondato con il nome di Società degli Amici dei diritti dell'uomo e del cittadino, è stata un'associazione politica francese nata il 27 aprile 1790 su iniziativa di Georges Jacques Danton e Camille Desmoulins. Anche Marat fu vicino al club. La sede era situata a Parigi presso l'ex convento-refettorio dei francescani (dell'Ordine dei frati minori conventuali, in francese cordeliers); schieratosi all'estrema sinistra, il club dei Cordiglieri fu caratterizzato da una posizione rivoluzionaria radicale, soprattutto in seguito alla leadership assunta da Jacques-René Hébert. 
Dopo aver subito diverse defezioni, si spaccò dunque in due ali: gli Esagerati di Hébert, e i Moderati o Indulgenti di Danton e Desmoulins (che raccolsero diversi rivoluzionari scontenti del Terrore, dando luogo alla condanna di entrambi gli schieramenti in seguito ad accuse di vario tipo, esautorati politicamente dal Club dei Giacobini con cui costituivano i Montagnardi).

Il Club dei Cordiglieri divenne completamente ininfluente in seguito alla condanna di Danton, Desmoulins e degli hébertisti, ghigliottinati nella primavera 1794. Fu sciolto nel 1795.

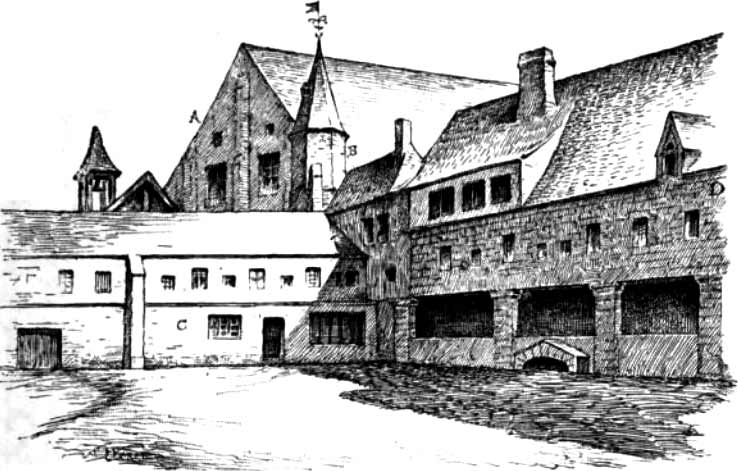
Il convento dei cordiglieri.

## Il nome "Cordeliers" ("Cordiglieri")
Il nome attribuito, appunto Cordeliers (ovvero Cordiglieri), era il soprannome dei frati francescani che si vestivano in modo molto semplice, indossando una singola corda come cintura attorno alla vita di un particolare abito.
Per un curioso scherzo del destino, i francescani erano, nel Medioevo, rivali dei domenicani detti Giacobini, da cui prese nome il Club dei Giacobini che, tra il 1793 e il '94, fu il principale rivale dei Cordiglieri.

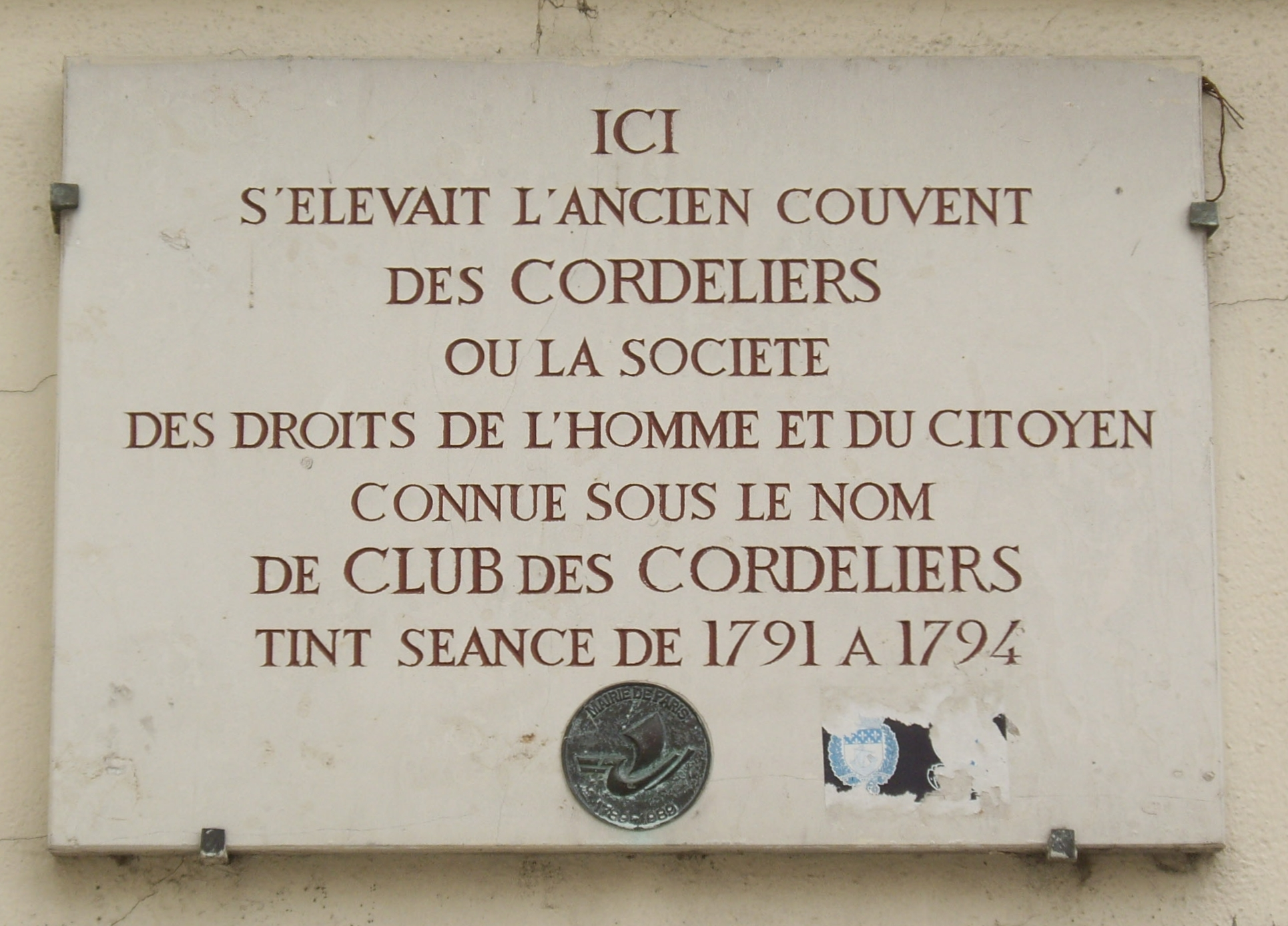

(Parigi, rue de l'École-de-Médecine, 15)

## Storia del club dei Cordiglieri
La caratteristica che distingueva i Cordiglieri dagli altri club rivoluzionari fu la stretta vicinanza agli strati più umili della popolazione, i sanculotti operai e artigiani residenti nei popolosi faubourg parigini. La quota da pagare per iscriversi al club e partecipare alle sue attività era di appena 2 soldi, molto più bassa della quota prevista dal più elitario club giacobino. Le sedute erano particolarmente affollate: vi partecipavano dalle 300 alle 400 persone, a seconda del tema oggetto del dibattito politico. I primi leader del club furono Danton e Jean-Paul Marat.
Sebbene formalmente monarchico, il club dei Cordiglieri si schierò su posizioni decisamente repubblicane dopo la fuga di Luigi XVI a Varennes. Fu il principale ispiratore della petizione per l'abolizione della monarchia e la proclamazione della repubblica presentata al Campo di Marte il 17 luglio 1791. In seguito ai tumulti avvenuti quella giornata, sfociati nel massacro di almeno cinquanta persone tra la folla di circa 50.000 parigini accorsi a sostenere la petizione, i leader cordiglieri, tra cui Danton, Desmoulins e Marat, furono costretti alla clandestinità o a riparare all'estero per sfuggire all'arresto, mentre il club rimase chiuso per circa un mese. Nel novembre, tuttavia, rientrato a Parigi, Danton veniva eletto sostituto-procuratore del Comune, dove il sindaco Bailly, compromesso nell'eccidio del Campo di Marte, era stato sostituito dal giacobino Pétion. In breve tempo il Comune divenne una delle centrali operative dei Cordiglieri.
Il 9 agosto 1792 Danton sciolse il Comune parigino e istituì un Comune insurrezionale composto in massima parte da cordiglieri eletti dalle 48 sezioni di Parigi. L'indomani, nella Giornata del 10 agosto 1792, Cordiglieri e Comune insurrezionale coordinarono l'assalto al Palazzo delle Tuileries, seguito dall'arresto del re e dalla proclamazione, in settembre, della Repubblica. Da quel momento, con Danton nominato ministro della Giustizia, Desmoulins suo funzionario, Marat deputato alla Convenzione nazionale, i Cordiglieri iniziarono a perdere l'iniziativa. Furono tuttavia in prima fila accanto ai giacobini durante le giornate del 31 maggio e del 2 giugno 1793 che portarono all'arresto dei leader Girondini.
In seguito all'assassinio di Marat, nel luglio 1793, le redini del club furono assunte da Hébert, giornalista e fondatore del Père Duchesne, uno dei giornali più letti a Parigi, dai toni particolarmente radicali. I Cordiglieri iniziarono a schierarsi su posizioni sempre più massimaliste, spingendosi all'opposizione rispetto al gruppo dirigente rappresentato dal Comitato di salute pubblica, da cui Danton era tra l'altro stato escluso. Ciò non impedì ai Cordiglieri di assumere posizioni di potere, soprattutto in seno al Comune, da loro controllato, dove Pierre-Gaspard Chaumette fu eletto procuratore e lo stesso Hébert sostituito-procuratore. Un altro leader degli hebertisti, il giovanissimo François Vincent, divenne dirigente del Ministero della Guerra. Ciò permise al club di riempire il ministero di propri associati, al punto che i Cordiglieri in pratica controllavano tutte le armate, destituendo i generali sospetti di realismo e sostituendoli con ufficiali di comprovata fede repubblicana. Hébert riuscì inoltre a ottenere che il ministero pagasse gli abbonamenti al suo giornale per le truppe al fronte. Nel settembre 1793, infine, i Cordiglieri ottennero l'ingresso, nel Comitato di salute pubblica, di due loro esponenti: Collot d'Herbois e Billaud-Varenne, elementi di raccordo con i Giacobini, dov'erano molto popolari. Nell'autunno 1793, i Cordiglieri furono i principali sostenitori della campagna di scristianizzazione, a cui Robespierre mise tuttavia un freno con l'appoggio di Danton.

## La fine del club
L'acuirsi del Terrore portò, nel dicembre 1793, alla nascita del movimento degli Indulgenti, guidato da Danton e da Desmoulins, fondatore del Vieux Cordelier, organo di stampa della campagna per un'amnistia generale e una moderazione delle misure repressive adottate dalla Convenzione. Ciò provocò una spaccatura in seno ai Cordiglieri: Hébert, Chaumette, Vincent, Collot e Billaud, i "nuovi cordiglieri", presero le distanze, e poi si opposero con veemenza, al gruppo dei "vecchi cordiglieri" rappresentato da Danton e Desmoulins. In seguito all'arresto o messa in minoranza dei capi della fazione degli Indulgenti, gli hebertisti credettero erroneamente di avere ormai campo libero per un colpo di mano, allo scopo di impadronirsi del potere rovesciando il governo dei comitati. Ma il tentativo d'insurrezione ordito da Hébert e Vincent tra il 14 e 15 ventoso (4-5 marzo 1794) si risolse in un fiasco, e pochi giorni dopo i leader cordiglieri vennero arrestati. Hébert, Vincent, il generale cordigliere Charles Philippe Ronsin e il dirigente del Comune Antoine-François Momoro furono ghigliottinati il 24 marzo 1794.
La stessa sorte toccò ai Moderati come Danton e Desmoulins il 5 aprile.
In seguito all'epurazione dei membri cordiglieri in seno al Comune e al Ministero della Guerra, e all'inchiesta condotta su tutti i club e le società popolari a esclusione dei Giacobini, il club dei Cordiglieri fu ridotto a poca cosa. Pur rimasto l'unico altro club autorizzato dopo lo scioglimento di oltre cento società nella sola Parigi, non giocò più alcun ruolo politico e venne definitivamente soppresso nell'aprile 1795, sopravvivendo solo per pochi mesi all'analogo destino riservato dal governo termidoriano al rivale club dei Giacobini.

## Membri famosi
- Pierre-Gaspard Chaumette
- Marie-Joseph Chénier
- Georges Jacques Danton
- François-Pierre Deschamps
- Camille Desmoulins
- Fabre d'Églantine
- Jacques-René Hébert
- Jean-Paul Marat
- Choderlos de Laclos
- Théroigne de Méricourt
- Antoine-François Momoro
- Pierre-François-Joseph Robert
- François Vincent